# Milan Hodža
Milán Hodža (Sučany (Szucsány), Imperio austrohúngaro (actual Eslovaquia),1 de febrero de 1878-Clearwater, Florida, Estados Unidos, 27 de junio de  1944). Destacado político y periodista eslovaco, primer ministro de Checoslovaquia de 1935 a 1938 y presidente interino de Checoslovaquia en diciembre de 1935. Defensor de la integración regional, se hizo famoso por sus intentos de establecer una federación democrática de estados centroeuropeos.
Su hijo fue Fedor Hodža (pastor luterano) y, a su vez, era el sobrino nieto de Michal Miloslav Hodža (político y poeta, destacado dirigente del alzamiento de 1848).

## Antes de 1918

### Juventud, estudios, actividad periodística y política
Hijo de un pastor protestante, Hodža nació en Sučany, a escasos kilómetros del centro cultural eslovaco de Turčiansky Svätý Martin.
Milán Hodža leyes estudió en las universidades de Budapest (donde abandonó los estudios para dedicarse al periodismo) y Viena. Empezó su carrera de periodista en Budapest, en 1897. Editó y fundó el diario Slovenský Denník (1900-1903) y el semanario Slovenský Týždenník (1903-1914). De 1916 a 1918, fue editor de la oficina de prensa austriaca en Viena.
En las elecciones de 1906, Hodža logró uno de los veintiséis escaños que obtuvieron las minorías (ocho de ellos eran eslovacos); fue elegido por Bačka gracias a los votos de las demás minorías de Hungría. Mantuvo su actividad periodística, hostigado por las autoridades húngaras, contrarias a las publicaciones de las minorías del reino.

Mapa de los Estados Unidos de la Gran Austria según la propuesta de Hodža.

Durante los años inmediatamente anteriores a la guerra, se desarrolló una estrecha colaboración entre todas las fracciones del nacionalismo eslovaco y Hodža llegó a defender en el Parlamento junto a sus colegas al que luego sería su adversario político, el padre Andrej Hlinka, encarcelado por las autoridades magiares y suspendido en su ministerio.
Miembro del Partido Nacional Eslovaco, único partido eslovaco en el Imperio austrohúngaro, fue el dirigente ideológico y fundador del agrarismo eslovaco. Como el Partido Nacional Eslovaco no aprobó su programa agrario, decidió crear un partido político propio, pero la Guerra Mundial le impidió hacerlo. Más tarde, también se convertiría en un representante importante del movimiento agrario checoslovaco e internacional de entreguerras: fundó y era miembro de la presidencia de la Agencia Internacional Agraria —una institución de partidos agrarios europeos—.
En las elecciones de 1910, marcadas por una corrupción e intervención extraordinaria del poder, Hodža perdió su escaño, junto con otros parlamentarios de las minorías. El grupo opositor quedó reducido a catorce diputados (tres de ellos eslovacos).
Milán Hodža era un asesor cercano del archiduque Francisco Fernando, heredero a los tronos austriaco y húngaro, desde las 1910 elecciones. Le propuso un plan muy preciso para convertir el Reino de Hungría en una monarquía federal (incluyendo un estado eslovaco separado). El Archiduque esperaba que el federalismo fortalecería los lazos entre las naciones oprimidas no magiares y la monarquía, pero su iniciativa fue rechazada por la élite política húngara.

### Guerra mundial y fundación de Checoslovaquia
Durante la Primera Guerra Mundial, Milán Hodža, enviado a Viena, participó en los preparativos de la creación de Checoslovaquia. Durante su estancia en la capital del imperio en la que trabajó en las oficinas postales, aprovechó sus momentos de ocio para doctorarse.
El nuevo Gobierno checoslovaco de Karel Kramář le encargó al final de la guerra representar al nuevo país ante las autoridades húngaras que, con el nuevo Gobierno democrático de Mihaly Károlyi, pretendían mantener la unión del país en una nueva estructura federal. Las conversaciones fracasaron ante la decisión de los principales eslovacos de unirse a los checos. Tras la caída de Károlyi y la proclamación de la república soviética, Hodža abandonó Budapest. Fue miembro del Consejo Nacional Eslovaco de 1918-1919 y firmó la Declaration de la Nación Eslovaca, por la que los eslovacos se unieron oficialmente al nuevo estado de Checoslovaquia a finales de 1918.

## Primera república: 1918-1938
En 1919-1920 fungió de ministro de Unificación, puesto que desapareció en 1920.
Desde ese año, Milán Hodža era también profesor de historia eslava moderna en la Universidad Comenius de Bratislava. En el periodo de entreguerras, ayudó a fundar muchos diarios y revistas eslovacos y tuvo una gran influencia política e ideológica en ellos. Sus documentos políticos se publicaron en el libro Články, reči, štúdie 1-6 (1930-1934; Artículos, Discursos, Estudios).
Después de que la Primera Guerra Mundial, se convirtió en el dirigente del Partido Agrario Checoslovaco en Eslovaquia y como tal gozó de una influencia considerable en diversas áreas de la política checoslovaca: influyó el proceso de reforma agraria, la aprobación de leyes sobre tasas agrícolas, sindicación forzada, reformas administrativas, y la estructura y política del gobierno. En 1936-1937 intentó abordar un proyecto de reunir Checoslovaquia, Austria, Rumanía, Hungría y Yugoslavia en una unión con aranceles más ventajoso para los países miembros, un gran paso hacia la integración económica de la región. Sin embargo, el Gobierno de Hodža tuvo que someterse al Acuerdo de Múnich en 1938 y se vio forzado a dimitir bajo presión.
En política desempeñó diversos cargos ministeriales antes de alcanzar la presidencia del Gobierno en 1935: ministro de Unificación en 1919, de Agricultura con Antonín Švehla (1922), de Educación (1925-1929) y de nuevo de Agricultura (1932-1935). En 1935 pasó a presidir el Gobierno tras la dimisión de Jan Malypetr.

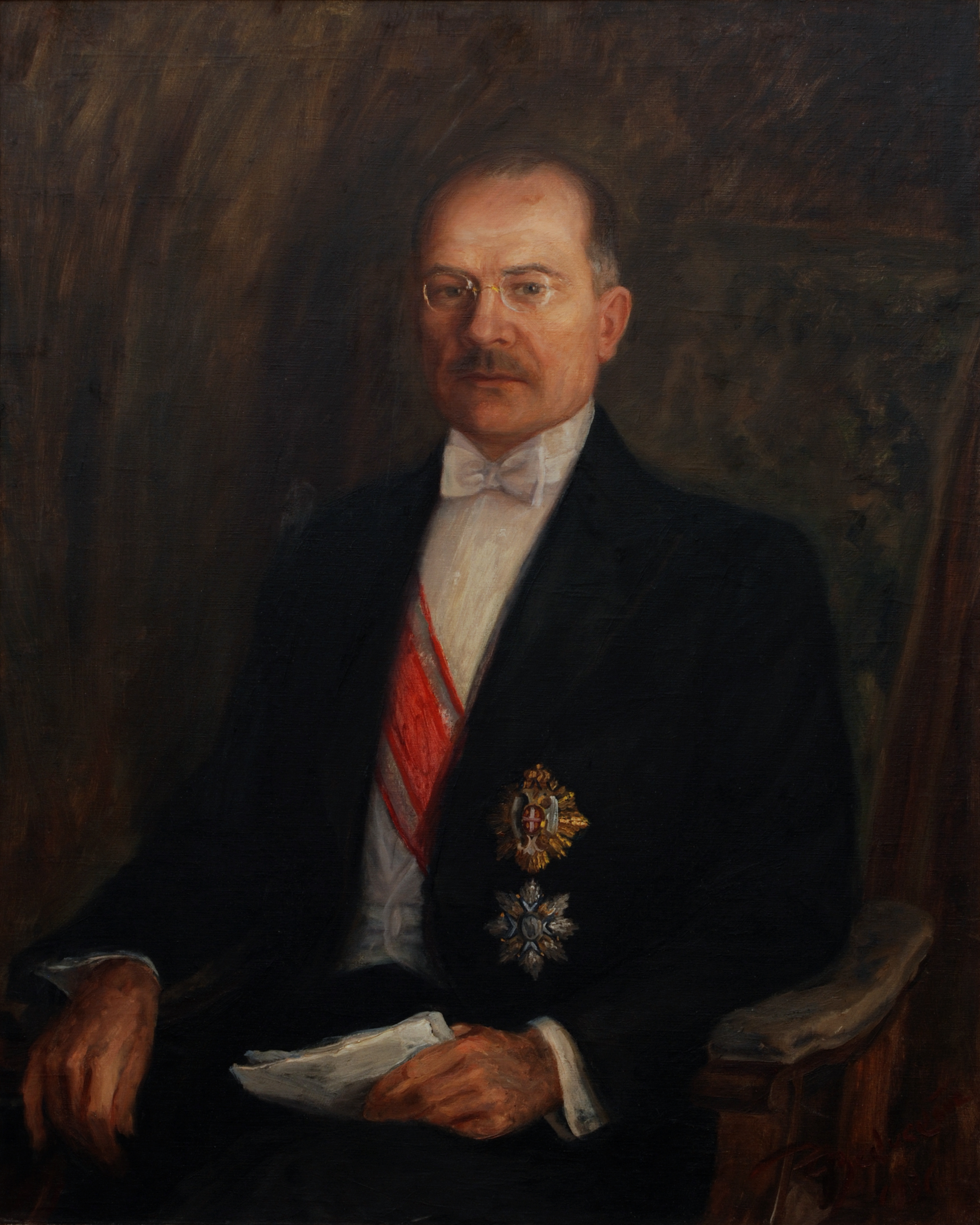
Retrato de Hodža de 1936, durante su época como presidente del Gobierno checoslovaco.

Como presidente del Gobierno, Hodža mantuvo las relaciones que había cultivado durante todo el periodo de entreguerras con los demás países de la 
Pequeña Entente y con Austria.
En los años veinte, fue un partidario de la nación checoslovaca (consideraba a los checos y a los eslovacos como una única nación), lo que le permitió lograr altos cargos en Praga. Aun así, tuvo conflictos frecuentes con políticos checos, porque intentaba tomar en cuenta las necesidades específicas de Eslovaquia dentro de Checoslovaquia, lo que era poco habitual entonces. Además, planeó la creación de un bloque de partidos eslovacos autonomistas (anti-Praga). Cambió paulatinamente sus opiniones: en 1938 reconoció la soberanía plena de los eslovacos como nación separada y en el verano de aquel año (antes de la autonomía de Eslovaquia, proclamada en el otoño) incluyó en el programa de su gobierno su proyecto personal de cambios en la estructura de centralista de Checoslovaquia: una combinación de federación, autonomía y autogobierno. 
Defendió también la entrada de los partidos democráticos de la minoría alemana en el Gobierno a partir de 1926 y, a mediados de los años treinta, mantuvo conversaciones con el partido de los sudetes de Konrad Henlein que no llegaron a fructificar ante las radicales exigencias de este, que suponían un desmantelamiento de la política de Estado llevada a cabo hasta entonces.

## Segunda república checoslovaca y Segunda Guerra Mundial: 1938-1944
Después del Acuerdo de Múnich a finales de 1938, vivió en exilio en Suiza, Francia (1939), Gran Bretaña (1940) y, desde 1941, en los EE. UU. El acuerdo de las potencias puso fin a su mandato de primer ministro, cargo que pasó efímeramente al general Jan Syrový y luego al jefe del Partido Agrario Checo, Rudolf Beran.
Durante la Segunda Guerra Mundial, participó en la redacción de un memorándum sobre la situación de Eslovaquia dentro de Checoslovaquia (octubre 1939), en el que  defendía su proyecto de 1938. En noviembre de 1939, estableció el Consejo Nacional Eslovaco de 1939 en París como organismo supremo de la resistencia eslovaca. Este se fusionó con el Consejo Nacional Checo para formar el Consejo Nacional Checo-Eslovaco en enero de 1940. Esta organización (incluyendo sus miembros checos) compitió con el gobierno en el exilio dirigido por Edvard Beneš (partidario acérrimo de la unidad checoslovaca) en Londres. Ambos grupos de exiliados estuvieron en conflicto permanente. Cuándo París fue ocupada por los alemanes, las fuerzas de seguridad británicas arrestaron a los miembros del Consejo Nacional Checo-Eslovaco, gracias a espías que trabajan para el grupo de Beneš. Hodža cedió y aceptó un puesto secundario en el Consejo Estatal de Beneš en noviembre de 1940. No participó, sin embargo en sus actividades y huyó a los EE. UU. en 1941. Allí desarrolló un proyecto para una Federación de Europa Central (publicado como libro: La federación de Europa Centra, 1942). A pesar de que su plan recibió el interés de intelectuales americanos y de funcionarios del Departamento de Estado, no pudo materializarse debido al comienzo de la Guerra Fría.
Milán Hodža recibió importantes galardones checoslovacos, franceses, rumanos, yugoslavos y polacos. El 27 de junio de 2002 los restos de Milán Hodža fueron trasladados al Cementerio Nacional en Martin, en su Eslovaquia natal.